# Florian Nieuważny

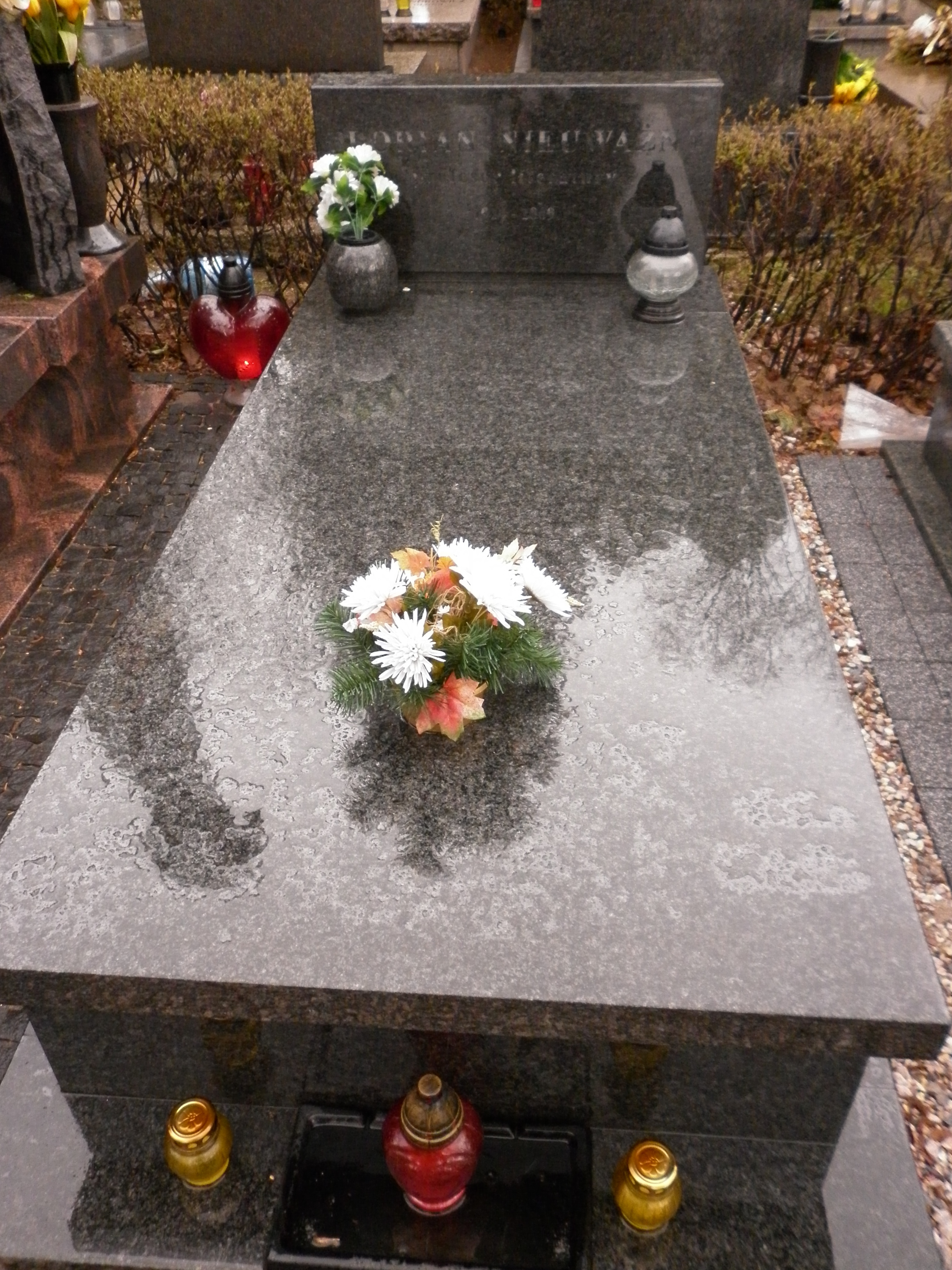
Grób Floriana Nieuważnego na Cmentarzu Wojskowym na Powązkach

Florian Jan Nieuważny (ur. 30 kwietnia 1929, zm. 24 kwietnia 2009 w Warszawie) – dr hab., polski rusycysta, tłumacz i ukrainista, profesor Uniwersytetu Warszawskiego i UMCS, wieloletni kierownik katedry ukrainistyki. Ojciec historyka Andrzeja Nieuważnego.

## Życiorys
Syn Józefa i Marii. W okresie okupacji, w latach 1943–1944 pracował jako robotnik w Fabryce Śrub w Sporyszu. Po zakończeniu wojny uczył się w Gimnazjum Ogólnokształcącym w Żywcu, później w tamtejszym Liceum Humanistycznym, które ukończył w 1949. W latach 1949–1954 studiował filologię rosyjską w Kijowskim Uniwersytecie Państwowym im. T. Szewczenki, studia zakończył dyplomem z wyróżnieniem. Od 1954 był zatrudniony na Uniwersytecie Jagiellońskim w Katedrze Filologii Rosyjskiej, a następnie został pracownikiem naukowym Uniwersytetu Warszawskiego. W 1983 wybrany w skład Krajowej Rady Towarzystwa Przyjaźni Polsko-Radzieckiej. Był prezesem Stowarzyszenia Warszawa-Kijów.
Od 1948 należał do Polskiej Partii Robotniczej, a następnie do Polskiej Zjednoczonej Partii Robotniczej. Od 1950 do 1953 był członkiem i sekretarzem egzekutywy Podstawowej Organizacji Partyjnej Polskich Studentów w Kijowie. W 1954 objął funkcję sekretarza POP PZPR na Uniwersytecie Jagiellońskim.
Pochowany w Alei Zasłużonych na Cmentarzu Wojskowym na Powązkach w Warszawie (kwatera C29-tuje-7).

## Odznaczenia
W lipcu 2005 odznaczony Krzyżem Komandorskim Orderu Odrodzenia Polski. W styczniu 2008 został wyróżniony przez prezydenta Ukrainy, Wiktora Juszczenkę Orderem Za Zasługi III kl., za popularyzację dorobku kultury ukraińskiej w świecie.

## Publikacje
- 1965: Włodzimierz Majakowski
- 1966: Ilja Erenburg
- 1972: Z poezji ukraińskiej (wspólnie z Tadeuszem Hollendrem)
- 1976: Antologia poezji ukraińskiej (wspólnie z Jerzym Pleśniarowiczem)
- 1980: Okno w nieskończoność: antologia opowiadań fantastycznonaukowych pisarzy radzieckich
- 1988: Okno otwarte na sad. Antologia współczesnej poezji radzieckiej (wybór, słowo wst. i noty o autorach)
- 1993: O poezji ukraińskiej: od Iwana Kotlarеwskiego do Liny Kostenko
- 1994: Słownik pisarzy rosyjskich
- 1999: Literatura rosyjska. Leksykon (wspólnie z Andrzejem Drawiczem i Wiesławą Olbrych)
- 2007: Historia literatury rosyjskiej XX wieku (współautor)